# Stefan Obermaier
Stefan Obermaier (* 8. Januar 1981) ist ein österreichischer elektronischer Musiker, Musikproduzent und DJ.
Der aus Schwarzach im Pongau (Salzburg) stammende Obermaier lebt seit 2001 in Wien. Seine Musik erstreckt sich über verschiedene Stile des House, über Downbeat/Dub bis hin zu Electronica.

## Leben und Schaffen
Im Alter von fünf Jahren bekam Obermaier sein erstes Keyboard von seinen Eltern. Seit den 1990ern spielte er in diversen Funk/Jazz-Combos. 1997 und 1998 gewann er mit seiner Schulband zwei Mal in Folge den Austrian Band Contest mit eigenen Kompositionen. Gleichzeitig gehörte er in jungen Jahren zu den Vorreitern der live performenden elektronischen Musiker in Salzburg. Zu dieser Zeit, als es noch keine musikalisch funktionellen Laptops gab, gehörte er zu den wenigen, die große Standcomputer mit sich transportierten und diese für ihre Auftritte immer wieder in den verschiedenen Veranstaltungsorten installierten.
Nach seiner Matura und dem Zivildienst 2001 zog er nach Wien, um Musikwissenschaften zu studieren, verließ aber nach Unterzeichnung seines ersten Plattenvertrages die Universität nach vier absolvierten Semestern, um sich nur noch auf sein musikalisches Schaffen konzentrieren zu können.
Obermaiers erste offizielle Veröffentlichungen erfolgten auf den Compilations des Wiener Labels „Vienna Scientists“. Mit Remixes für u. a. M, Mark Murphy und Supermax arbeitete er fort.
2008 entwickelte der Musikschaffende die Album-Reihe „Classic Reloaded“, in welchem er die Fusion seiner eigenen elektronischen Musik mit Werken klassischer Komponistengrößen weiter erarbeitete. Das Projekt wurde mit 1× Platin und 1× Gold ausgezeichnet.
2012 gründen Obermaier sein eigenes Label – „Drift Recordings“ – mit der ersten Veröffentlichung „Bagana EP“ (2012) und der Single „Traveler“, welche die Top 10 der deutschen (DCC) und britischen (Cool Cuts) Club Charts erreichte.

## Diskografie

### Alben
- 2018: This Vibe (Universal Music)
- 2018: The Exchange – Kollaboalbum mit Richard Dorfmeister a.o.

### Classic Reloaded Project Alben
- 2008: Beethoven Reloaded (Universal Music) (AT: Platin)
- 2012: Mozart Reloaded (Universal Music) (AT: Gold)
- 2021: Fusion (Universal Music)

### EPs und Singles
- 2004: Inna Fat Dub Combo (Vienna Scientists Rec.)
- 2009: Drifter EP (Vienna Scientists Rec.)
- 2012: Bagana EP (Drift Recordings)
- 2012: Traveler – Single (Drift Recordings)
- 2012: Shishanna EP (Drift Recordings)
- 2012: Apia (Drift Recordings)
- 2013: Alpino EP (Drift Recordings)
- 2014: Magolie/Monsoon EP (Drift Recordings)
- 2015: Sinaye/Dawning EP (Drift Recordings)
- 2016: Indigo EP (Drift Recordings)
- 2017: Spirit (Wally Lopez, Stefan Obermaier) (Natura Viva)
- 2019: Jago EP (Natura Viva)
- 2019: Atha/Saree EP (Drift Recordings)
- 2019: Na Nah – Single (Madorasindahouse)
- 2020: Odori – Single (Drift Recordings)
- 2020: Sierra/Delta EP (Drift Recordings)
- 2021: Keya EP (Trndmsk)
- 2022: Senses (feat. Paax Tulum) (Sirin)

### Remixes
- 2006: Razoof – Spirituality (Phazz-A-Delic Rec.)
- 2006: Timewarp Inc. – The obsession bug (Timewarp Music)
- 2008: Three minutes with Mark Murphy – Secrets (Vienna Scientists Rec.)
- 2009: M – Pop Muzik (Echo Beach Rec.)
- 2010: Special Stereo – Save Me feat. Don Abi (Special Stereo)
- 2011: Ed Royal – That’s that shit feat. BadKat (Innvision Rec.)
- 2013: Rodney Hunter – Midas (Hunter Recordings)
- 2014: Max Doblhoff – Djemaa (Clubcruise Music)
- 2014: Shantisan – Conexão (Royal Soul Records)
- 2015: Tosca – Open Sky (!K7 Records)
- Max Doblhoff – Mama Jo feat. Idd Aziz (Hoehenregler Records)
- 2017: Christian Pommer – Tin Man (Richard Dorfmeister & Stefan Obermaier Remix)
- 2017: Luca D’Alberto – Her Dreams (Richard Dorfmeister & Stefan Obermaier Remix)
- 2017: Tosca – Friday (!K7 Records)
- 2018: To Ricciardi – Segredo feat. Danae (Richard Dorfmeister & Stefan Obermaier Remix) (Sururu Rec.)
- 2019: Antoine Michel – Esperansia (Richard Dorfmeister & Stefan Obermaier Remix) (Dr. Rich Rec.)
- 2020: Be Svendsen – Man On The Run (Richard Dorfmeister & Stefan Obermaier Remix) (Music For Dreams)
- 2021: Fat Freddy’s Drop – Kamo Kamo (Richard Dorfmeister & Stefan Obermaier Remix) (Best Friends Music)
- 2021: Solar Moon – Mwezi (Stefan Obermaier Remix) (MP Music)
- 2022: Paax (Tulum) – Wallas (Stefan Obermaier Remix) (Scorpios Music)

## Auszeichnungen für Musikverkäufe
| Land/RegionAuszeichnungen für Musikverkäufe (Land/Region, Auszeichnungen, Verkäufe, Quellen) | Gold  | Platin  | Verkäufe | Quellen |
| -------------------------------------------------------------------------------------------- | ----- | ------- | -------- | ------- |
| Österreich (IFPI)                                                                            | Gold1 | Platin1 | 30.000   | ifpi.at |
| Insgesamt                                                                                    | Gold1 | Platin1 |          |         |